# Pražský přebor 2023/2024
Pražská teplárenská přebor mužů (jednu ze skupin 5. fotbalové ligy) hrálo v sezóně 2023/2024 16 klubů. Vítězy a postupujícími do divize se stala družstva FC Přední Kopanina a FC Tempo Praha. Do I.A třídy sestoupily poslední tři týmy TJ Sokol Královice, AFK Slavoj Podolí Praha, a ABC Braník fotbal.

## Systém soutěže
Kluby se střetly v soutěži každý s každým dvoukolovým systémem podzim–jaro, hrály tedy 30 kol. Tento ročník odstartoval 4. srpna 2023 úvodními zápasy 1. kola a poslední kolo se odehrálo 15. června 2024.

## Nové týmy v sezoně 2023/2024
- Z příslušných divizí (Divize A, Divize B, a Divize C) do Pražského přeboru nesestoupilo žádné mužstvo.
- Z Pražské I. A třídy postoupila tato mužstva: SK Třeboradice a SK Dolní Chabry ze skupiny A, a SK Střešovice 1911 ze skupiny B.

## Výsledná tabulka
| Poř. | Tým                     | Z  | V  | R | P  | VG  | OG | B  |
| ---- | ----------------------- | -- | -- | - | -- | --- | -- | -- |
| 1.   | FC Přední Kopanina      | 30 | 23 | 2 | 5  | 108 | 36 | 71 |
| 2.   | FC Tempo Praha          | 30 | 19 | 5 | 6  | 81  | 37 | 62 |
| 3.   | FC Slavoj Vyšehrad      | 30 | 19 | 5 | 6  | 88  | 42 | 62 |
| 4.   | Sokol Kolovraty         | 30 | 15 | 4 | 11 | 76  | 76 | 49 |
| 5.   | ČAFC Praha              | 30 | 13 | 7 | 10 | 54  | 46 | 46 |
| 6.   | SK Střešovice 1911 (N)  | 30 | 13 | 7 | 10 | 60  | 57 | 46 |
| 7.   | FK Dukla Jižní Město    | 30 | 14 | 3 | 13 | 65  | 79 | 45 |
| 8.   | FK Motorlet Praha B     | 30 | 13 | 5 | 12 | 65  | 60 | 44 |
| 9.   | FC Zličín               | 30 | 13 | 5 | 12 | 53  | 47 | 44 |
| 10.  | FK Viktoria Žižkov B    | 30 | 11 | 6 | 13 | 68  | 69 | 39 |
| 11.  | SK Třeboradice (N)      | 30 | 9  | 7 | 14 | 45  | 63 | 34 |
| 12.  | SK Dolní Chabry (N)     | 30 | 8  | 8 | 14 | 46  | 72 | 32 |
| 13.  | SK Čechie Uhříněves     | 30 | 8  | 6 | 16 | 38  | 60 | 30 |
| 14.  | TJ Sokol Královice      | 30 | 7  | 6 | 17 | 41  | 82 | 27 |
| 15.  | AFK Slavoj Podolí Praha | 30 | 5  | 9 | 16 | 38  | 62 | 24 |
| 16.  | ABC Braník fotbal       | 30 | 5  | 5 | 20 | 39  | 77 | 20 |

Zdroj:
Poznámky:
- Z = Odehrané zápasy; V = Vítězství; R = Remízy; P = Prohry; VG = Vstřelené góly; OG = Obdržené góly; B = Body; (S) = Mužstvo sestoupivší z vyšší soutěže; (N) = Mužstvo postoupivší z nižší soutěže (nováček)

|  | Postup do příslušné divize (A/B/C) |
|  | Sestup do I. A třídy               |

## Baráž oPražská teplárenská přebor 2024/2025
Baráži o dvou účastnících Pražského přeboru pro příští sezonu se odehrála mezi dvěma dvojicemi týmů po dvou zápasech, přičemž každý tým odehrál jeden zápas doma a druhý venku.
| Domácí v 1. zápase | Celkem | Hosté v 1. zápase   | 1. zápas | 2. zápas |
| ------------------ | ------ | ------------------- | -------- | -------- |
| TJ Sokol Královice | 4 : 8  | SK Slovan Kunratice | 3:4      | 1:4      |
| SK Aritma Praha B  | 6 : 0  | SK Čechie Uhříněves | 4:0      | 2:0      |